# Bergholtz
Bergholtz (deutsch Bergholz) ist eine französische Gemeinde mit 1073 Einwohnern (Stand 1. Januar 2022) im Département Haut-Rhin in der Region Grand Est (bis 2015 Elsass). Sie ist Mitglied des Gemeindeverbandes Région de Guebwiller.

## Geografie

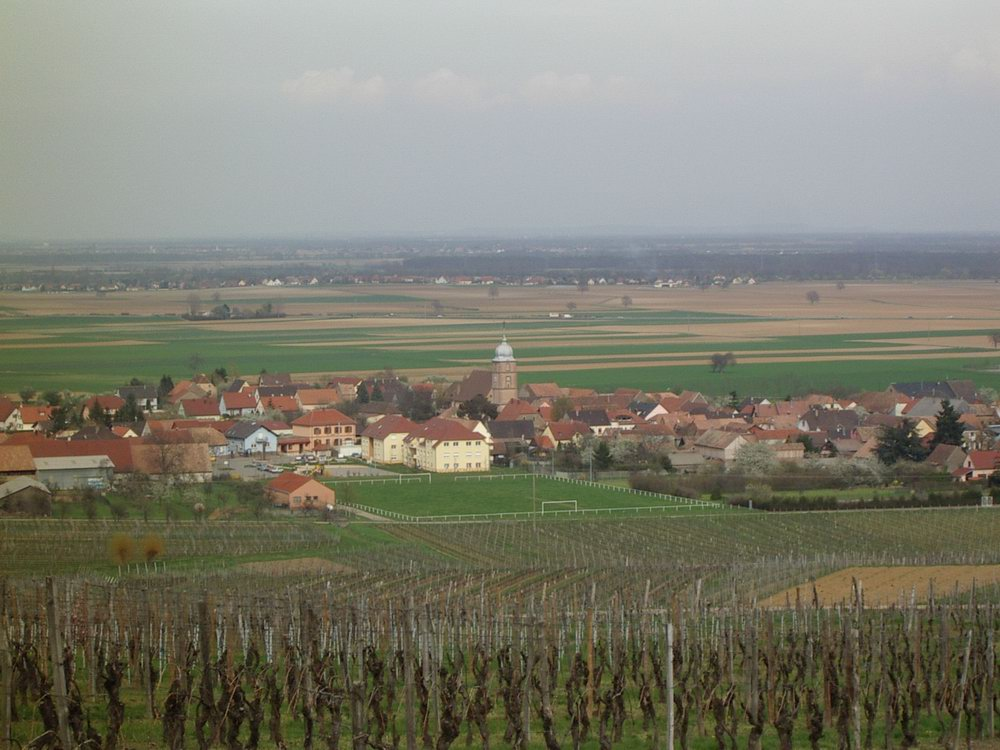
Blick auf Bergholtz am Rand der Oberrheinebene

Das Dorf liegt am Ostrand der Vogesen in der Oberrheinebene, zwischen den Talausgängen von Quierenbach und Lauch. Der Westen des Gemeindeareals ist bewaldet (Forêt communale de Bergholtz). Hier wird an den östlichen Klippen des Oberlinger mit 574 m über dem Meer der höchste Punkt erreicht. Die Entfernung zu den Städten Colmar im Norden und Mülhausen im Süden beträgt jeweils etwa 25 Kilometer.
Das Gemeindegebiet von Bergholtz ist Teil des Regionalen Naturparks Ballons des Vosges.
Nachbargemeinden von Bergholtz sind Bergholtzzell und Orschwihr im Norden, Rouffach im Nordosten, Gundolsheim im Osten, Issenheim im Süden sowie Guebwiller im Südwesten.

## Geschichte
Vor der Französischen Revolution gehörte der Ort zum Amt Gebweiler (Vogtei Gebweiler) der Fürstabtei Murbach.
Von 1871 bis zum Ende des Ersten Weltkriegs gehörte Bergholz als Teil des Reichslandes Elsaß-Lothringen zum Deutschen Reich und war dem Kreis Gebweiler im Bezirk Oberelsaß zugeordnet.

### Bevölkerungsentwicklung
| Jahr      | 1910 | 1962 | 1968 | 1975 | 1982 | 1990 | 1999 | 2008 | 2017 |
| --------- | ---- | ---- | ---- | ---- | ---- | ---- | ---- | ---- | ---- |
| Einwohner | 539  | 543  | 567  | 526  | 834  | 920  | 1008 | 1068 | 1078 |

## Sehenswürdigkeiten

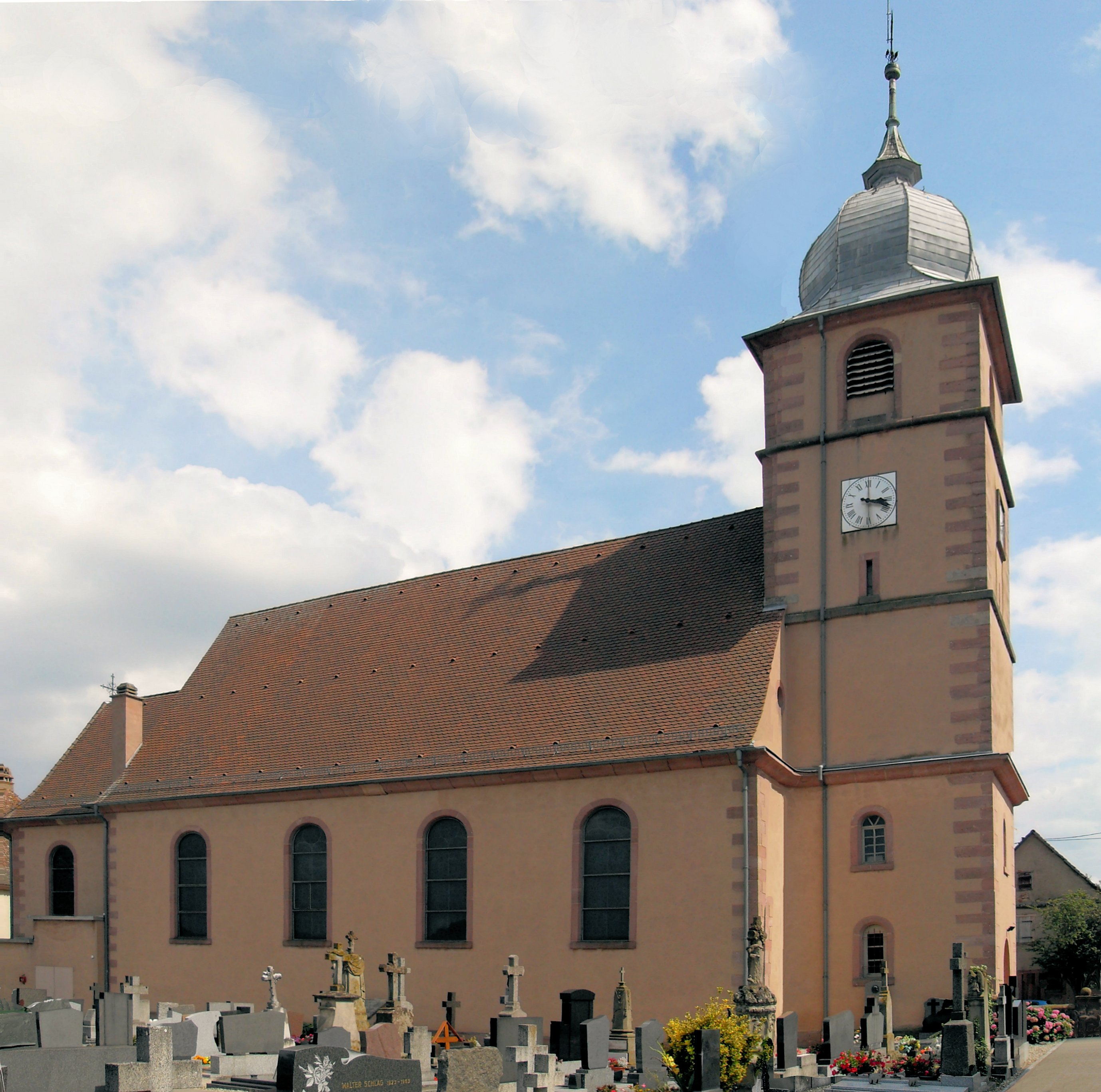
Pfarrkirche St. Gallus

- Kirche St. Gallus (Église Saint-Gall), zwischen 1759 und 1764 errichtet[3]

## Wirtschaft

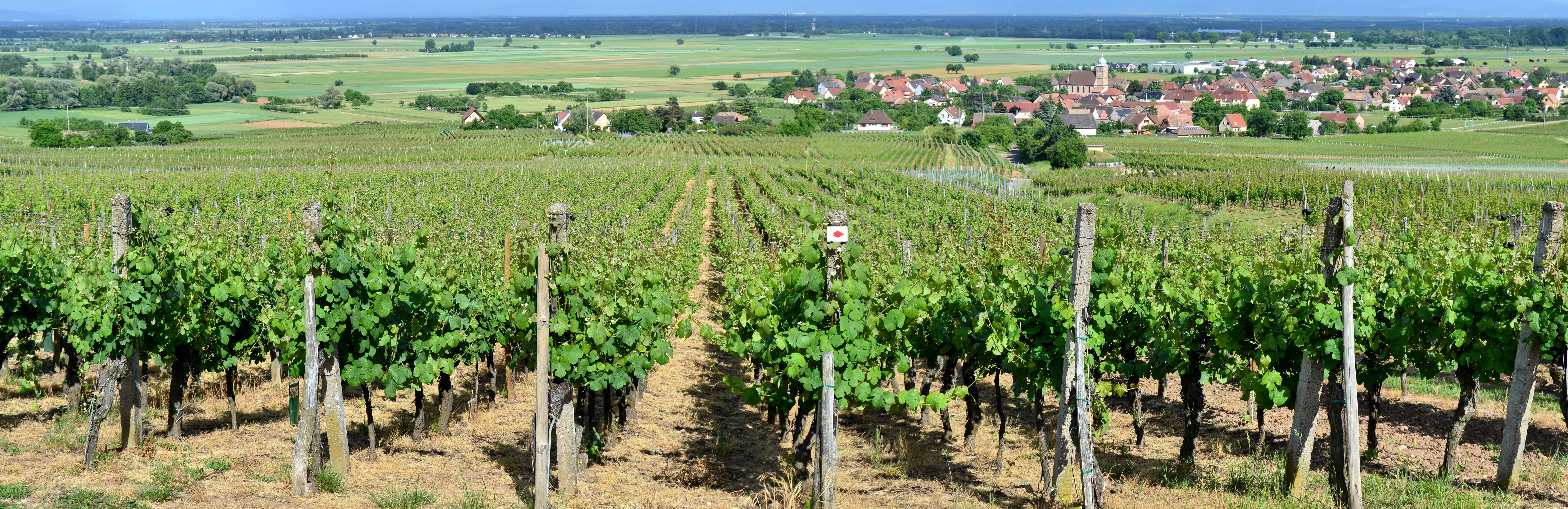
Weinlage Spiegel oberhalb des Ortes

Der Weinbau spielt eine herausragende wirtschaftliche Rolle; auf dem Gebiet der Gemeinde befindet sich ein Teil der Alsace-Grand-Cru-Weinlage Spiegel, deren anderer Teil auf der Gemarkung Guebwiller liegt. Entsprechend liegt der Ort an der Elsässer Weinstraße.

## Gemeindepartnerschaften
Bergholtz pflegt seit dem Jahr 2000 eine Partnerschaft mit der belgischen Gemeinde Hotton in den Ardennen.

## Söhne und Töchter der Gemeinde
- Erlolf von Bergholz, Abt der Klöster Murbach und Fulda